# Coupe d'Europe de snowboard freestyle
 (août 2024).
La mise en forme du texte ne suit pas les recommandations de Wikipédia : il faut le « wikifier ».
Les points d'amélioration suivants sont les cas les plus fréquents :
- Les titres sont pré-formatés par le logiciel. Ils ne sont ni en capitales, ni en gras.
- Le texte ne doit pas être écrit en capitales (les noms de famille non plus), ni en gras, ni en italique, ni en « petit »…
- Le gras n'est utilisé que pour surligner le titre de l'article dans l'introduction, une seule fois.
- L'italique est rarement utilisé : mots en langue étrangère, titres d'œuvres, noms de bateaux, etc.
- Les citations ne sont pas en italique mais en corps de texte normal. Elles sont entourées par des guillemets français : « et ».
- Les listes à puces sont à éviter, des paragraphes rédigés étant largement préférés. Les tableaux sont à réserver à la présentation de données structurées (résultats, etc.).
- Les appels de note de bas de page (petits chiffres en exposant, introduits par l'outil «  Source ») sont à placer entre la fin de phrase et le point final[comme ça].
- Les liens internes (vers d'autres articles de Wikipédia) sont à choisir avec parcimonie. Créez des liens vers des articles approfondissant le sujet. Les termes génériques sans rapport avec le sujet sont à éviter, ainsi que les répétitions de liens vers un même terme.
- Les liens externes sont à placer uniquement dans une section « Liens externes », à la fin de l'article. Ces liens sont à choisir avec parcimonie suivant les règles définies. Si un lien sert de source à l'article, son insertion dans le texte est à faire par les notes de bas de page.
- La présentation des références doit suivre les conventions bibliographiques. Il est recommandé d'utiliser les modèles {{Ouvrage}}, {{Chapitre}}, {{Article}}, {{Lien web}} et/ou {{Bibliographie}}. Le mode d'édition visuel peut mettre en forme automatiquement les références.
- Insérer une infobox (cadre d'informations à droite) n'est pas obligatoire pour parachever la mise en page.

Pour une aide détaillée, merci de consulter Aide:Wikification.
Si vous pensez que ces points ont été résolus, vous pouvez retirer ce bandeau et améliorer la mise en forme d'un autre article.
 (août 2024).

La Coupe d'Europe de Snowboard Freestyle est une compétition organisée par la Fédération internationale de ski (FIS). Elle rassemble les meilleurs talents émergents dans les disciplines olympique du snowboard freestyle telles que le Big Air, le Half-Pipe, et le Slopestyle. Ce circuit permet aux meilleurs athlètes européens de se confronter à un niveau compétitif élevé tout en accumulant des points pour accéder aux compétitions de la Coupe du monde.

## Histoire
Créée pour offrir une occasion aux jeunes snowboardeurs de se mesurer à un niveau international, la Coupe d'Europe de Snowboard Freestyle est devenue un tremplin essentiel vers l'élite mondiale. Les compétitions se déroulent principalement en Europe, avec des étapes dans divers pays incluant notamment la France, l'Autriche, l'Italie et la Suisse.

## Discipline

### Half-Pipe
Inspiré du skateboard, le half-pipe est une structure en forme de demi-tube composée de murs de neige arrondis. Les snowboardeurs y effectuent des figures en montant sur les parois du tube, avec des rotations et des flips, avant de redescendre et de répéter l'opération de l'autre côté. Les compétitions de Half-Pipe en Coupe d'Europe se déroulent souvent sur des SuperPipes, des half-pipes de grande taille (jusqu'à 7 mètres de haut), ce qui permet aux athlètes de réaliser des figures aériennes impressionnantes.

### Big Air
Le Big Air est une épreuve où les snowboardeurs s'élancent d'un tremplin pour effectuer des figures acrobatiques avant d'atterrir. Les juges évaluent la hauteur, la difficulté, et l'exécution des figures. C'est une discipline spectaculaire qui attire à la fois des jeunes talents et des spectateurs en grand nombre. Cette épreuve est particulièrement prisée dans le circuit de la Coupe d'Europe en raison de la facilité pour les stations d'organisés cette épreuves.
La Coupe d'Europe de Big Air a commencé à être organisée par la FIS au début des années 2000, bien que le Big Air soit devenu une épreuve officielle aux Jeux olympiques d'hiver de 2018 à PyeongChang.

### Slopestyle
Le Slopestyle consiste en une descente sur un parcours aménagé avec divers obstacles tels que des rails, des sauts, ou tout autre modules créatifs. Les athlètes doivent enchaîner des figures sur ces différents modules, et la note finale dépend de la complexité des figures, de la fluidité de l'exécution et de l'originalité. C'est une épreuve très technique et complète, où les snowboardeurs doivent faire preuve d'une grande polyvalence.

## Format[2]
La Coupe d'Europe de snowboard est l'une des cinq compétitions continentales annuelles organisées par la Fédération Internationale de Ski (FIS), aux côtés des circuits en Amérique du Nord, en Extrême-Orient, en Amérique du Sud, ainsi qu'en Australie et Nouvelle-Zélande.
Un minimum de 3 événements par catégorie et sexe doivent avoir lieu pour établir un titre.
Les trophées et récompenses du classement général sont remisent lors de la compétition finale de la saison.
Cette finale de la coupe d'europe en Slopestyle et BigAir a lieux très souvent dans la station de Silvaplana, en même temp que le championnat Suisse.

### Quotas et Inscriptions
- Halfpipe : Il n'y a pas de quotas ou de restrictions de points FIS pour participer aux compétitions de Halfpipe.
- Slopestyle & Big Air : Chaque nation dispose d'un quota de base de 18 athlètes (maximum 12 par sexe), tandis que le pays hôte peut ajouter 16 athlètes supplémentaires (maximum 10 par sexe). Il existe également une exigence minimale de 75 points WSPL ou 10 points FIS pour pouvoir s'inscrire.

### Coupe d'Europe Prenium
Il existe dans le circuit européen de snowboard des Coupes d'Europe dites "Prenium". Ce sont des compétitions où la qualité et la difficulté des snowpark (installations) sont similaires au niveau des Coupe du monde de snowboard.
L'objectif est de fluidifier, pour
les athlètes du niveau Coupe Continentale, le passage au niveau Coupe du Monde.
Les événements Premium sont récompensés par 150 % de points de Coupe par rapport aux CoC « normaux », sauf
pour le CNA pour lequel aucun pourcentage supplémentaire ne s'applique aux événements.

### Point – Répartition
La répartition des points sur une courses se fait sur une échelle fournissant un score maximum possible de 100 points pour le gagnant. Les Coupes régionales individuelles peuvent définir un maximum plus élevé points, comme les compétitions Premium Continental Cup.
| Place | Points |
| ----- | ------ |
| 1     | 100    |
| 2     | 80     |
| 3     | 60     |
| 4     | 50     |
| 5     | 45     |
| 6     | 40     |
| 7     | 36     |
| 8     | 32     |
| 9     | 29     |
| 10    | 26     |
| 11    | 24     |
| 12    | 22     |
| 13    | 20     |
| 14    | 19     |
| 15    | 18     |
| 16    | 15     |
| 17    | 14     |
| 18    | 13     |
| 19    | 12     |
| 20    | 11     |
| 21    | 10     |
| 22    | 9      |
| 23    | 8      |
| 24    | 7      |
| 25    | 6      |
| 26    | 5      |
| 27    | 4      |
| 28    | 3      |
| 29    | 2      |
| 30    | 1      |

### Juges
Lors d'une coupe d'Europe, un panel de 3 à 6 juges ainsi qu'un juge "chef" (head judge) doivent être présent.

### Classement
Le classement général de la Coupe d'Europe dans le Halfpipe, le Slopestyle et le Big Air sont basés sur un maximum de 4 meilleurs résultats en Coupe d'Europe.
Un classement combiné pour le Slopestyle et le Big Air lui prend en compte les 4 meilleurs résultats en Slopestyle et les 2 meilleurs en Big Air. En cas d'égalité, les résultats des compétitions « Premium Europa Cup » sont prioritaires.
Les gagnants du classement Half-pipe et du classement combiné Slopestyle/Big Air reçoivent
le Trophée de la Coupe d'Europe (identique dans toutes les disciplines de la FIS). Des médailles sont décernées aux numéros 1, 2 et 3 de ces classements.

### Qualification personnelle pour la Coupe du monde
Les athlètes qui remporte le classement de la coupe d'Europe gagnent une place dite nominative en Coupe du Monde. C'est-à-dire une place en coupe du monde qui ne dépend pas des sélections nationales ou des quotas.